# Slippin’
Slippin’ – singel rapera DMX-a promujący jego album "Flesh of My Flesh, Blood of My Blood". Na Wielkiej Brytanii wydany 27 kwietnia 1999 roku w postaci dwóch płyt. Był to pierwszy singel DMX-a, który stał się tam tak popularny.

## Treść
Piosenka opowiada o ciężkim życiu rapera (część pierwszej zwrotki- "First came the bullshit the drama with my mama. She got on some fly shit, so I split and said that I'ma be that seed, that doesn't need much to succeed."). W ocenzurowanej wersji, zamiast wulgaryzmów słyszymy takie odgłosy jak: "wooo!", "uh!" i "what?". Podkład został skomponowany przez producenta DJ Shoka.

## Klip
Klip przedstawia wspomnienia walczącego o życie DMX-a. Głównym motywem przedstawionym w teledysku jest wyżej opisana kłótnia rapera, jeszcze jako dziecko, z jego matką. Pod koniec klipu możemy zobaczyć gościnnie występujących członków grupy Ruff Ryders, między innymi The Lox i Drag-Ona.

## Lista utworów
Dysk 1
1. "Slippin’"
2. "No Love 4 Me"
3. "Get at Me Dog"
4. "Get at Me Dog" (Klip)

Dysk 2
1. "Slippin’"
2. "Ruff Ryders' Anthem"
3. "How’s It Goin’ Down"
4. "Ruff Ryders' Anthem" (Klip)